# Sant Corneli de Cercs
|  | Aquest article tracta sobre una església de Cercs. Si cerqueu la colònia industrial minera de Cercs, vegeu «Colònia de Sant Corneli». |

Sant Corneli de Cercs és una església del municipi de Cercs (Berguedà) inclosa en l'Inventari del Patrimoni Arquitectònic de Catalunya.

## Descripció
Es tracta d'una església d'una nau amb planta rectangular més ampla als laterals i volta de canó. La façana principal a la banda de migdia, té un ull de bou, una porta adovellada i un campanar d'espadanya més modern reconstruït en totxo vist i culminat amb una coberta a quatre aigües. L'aparell és de carreus grans disposats en filades ordenades i reforçat a les cantonades amb aparell regular i ben escairat de majors dimensions. La teulada, amb teula tradicional, és a doble vessant i carener perpendicular a la façana principal. A la part de l'absis hi ha un cos d'edificació més ample que la nau de l'església que segueix les mateixes línies constructives.

## Història
Fou construïda aproximadament als voltants de l'any 1905, va ser renovada en profunditat en començar la dècada dels anys 20. Propietat de "Carbones de Berga S.A.", fou un dels centres de la vida social de la colònia de Sant Corneli. L'any 1990, l'empresa propietària va cedir-ne els drets de propietat a l'Ajuntament de Cercs.